# Li Jieren
Li Jieren (en chino tradicional y simplificado, 李劼人; pinyin, Lǐ Jiérén; Wade-Giles, Li Chieh-jên; romanización sichuanesa, Li Chie-ren; Chengdu, Sichuan, 20 de julio de 1891 – 24 de diciembre de 1962) fue uno de los maestros literarios sichuaneses de China de la época actual. También fue un importante traductor literario francés en chino, un famoso activista social e industrial. En 1912, publicó su primer libro La Fiesta de Parque y se fue a Francia a estudiar en 1919. A la edad de 23 años, se encargó de editor, y redactor jefe de Sichuan News. Después de la fundación de la República Popular de China, se desempeñó como vicealcalde de Chengdu y vicepresidente de Sichuan Wenlian. Sus obras principales incluyen Ondas en el agua estancada, Antes de la Tormenta y Gran Ola. Además, escribió millones de palabras publicadas en varias traducciones.

## Biografía
Li Jieren nació en Chengdu el 20 de junio de 1891, provincia de Sichuan, con ascendencia de Huangpi, Hubei. Sus octavos antepasados pertenecía de la ola inmigrante que escapaba entrando en Sichuan para evitar la miseria de hambrunas de dinastía Qing. Después de su muerte, a principios de 1963, su esposa, Yang Shuzhen y sus hijos Li Yuanzhen y Li Mei, siguieron su testamento, propusieron recopilar todos sus libros, caligrafías, periódicos y revistas, etc. del Sr. Li a lo largo de su vida y hicieron donación a país. Ahora principalmente se recoge en La Biblioteca Provincial de Sichuan.

## Obras
Su obra incluye novelas, relatos breves y ensayos.
Sus tres novelas más famosas son:
- Compasión (1924)
- Ondas en el agua estancada (1936)
- Antes de la tormenta (1936)